# Ana och vargarna
Ana och vargarna (spanska: Ana y los lobos) är en spansk dramafilm från 1973, regisserad av Carlos Saura, med Geraldine Chaplin i huvudrollen. Chaplin spelar en utländsk guvernörska som kommer till ett isolerat hus i Kastilien, Madrid, för att ta hand om barnen. Filmen är laddad med politisk symbolism om general Francisco Francos regim.

## Rollista
| Geraldine Chaplin     | – Ana      |
| Fernando Fernán Gómez | – Fernando |
| José María Prada      | – José     |
| José Vivó             | – Juan     |
| Rafaela Aparicio      | – La madre |
| Charo Soriano         | – Luchy    |
| Marisa Porcel         | – Amparo   |
| Anny Quinas           |            |
| Nuria Lage            | – Natalia  |
| María José Puerta     | – Carlota  |
| Sara Gil              | – Victoria |